# Othonninae
Othonninae, podtribus u glavočika u tribusu Senecioneae.. Ouhvaća 8 rodova, tipični je otona (Othonna) sa ukupno 96 vrsta iz Afrike, Azije i Australije.

## Rodovi
1. Gymnodiscus Less. (2 spp.)
2. Othonna L. (96 spp.), otona
3. Crassothonna B. Nord. (14 spp.)
4. Euryops (Cass.) Cass. (102 spp.), eurijops
5. Hertia Neck. (9 spp.),  hercija
6. Lopholaena DC. (18 spp.)
7. Stenops B. Nord. (2 spp.)
8. Oligothrix DC. (1 sp.)